# Julien Absalon
Julien Absalon (* 16. August 1980 in Remiremont) ist ein ehemaliger französischer Mountainbiker und fünffacher Weltmeister (2004–2007, 2014) sowie zweifacher Olympiasieger (2004 und 2008).

## Sportliche Laufbahn
Julien Absalon gewann als Cross-Country-Mountainbiker zahlreiche Titel. So wurde er in den verschiedenen Altersklassen mehrmaliger französischer Meister, Europameister und Weltmeister. Davon holte er vier Weltmeistertitel in Folge bei den Elitefahrern. Seine größten Erfolge sind die Siege bei den Olympischen Sommerspielen 2004 in Athen und 2008 in Peking. 
Er ist damit der erste Mountainbiker, der seinen Olympiasieg erfolgreich verteidigen konnte. Julien Absalon war zusammen mit seinem Landsmann Miguel Martinez und dem Schweizer Nino Schurter der einzige Mountainbiker, der Olympiasieger, Weltmeister und Gesamtweltcupsieger wurde. Aufgrund seiner Dominanz wird Julien Absalon in der Mountainbike-Szene und in seinem Heimatland Frankreich oft mit Lance Armstrong verglichen, wovon er sich aber distanziert.
2009 gewann er beim Weltcup in Offenburg-Rammersweier. Dies war sein 18. Weltcup-Sieg, womit er den bisherigen Rekordhalter Thomas Frischknecht ablöste.
Im September 2014 holte er sich in Norwegen seinen fünften Weltmeistertitel im Cross-Country-Mountainbike. 2016 gewann er die drei letzten von seinen insgesamt 33 Weltcupsiegen, was Rekord bedeutete. Er konnte als erster Mountainbiker sieben Mal den Gesamtweltcup für sich entscheiden, was erst 2019 vom Schweizer Nino Schurter egalisiert wurde.
Beim Radrennen Roc d’Azur an der Côte d’Azur erklärte er im Oktober 2017, dass er bis 2019 in seinem eigenen Team «Absolut Absalon» starten werde und das BMC Racing Team verlassen.
Im Mai 2018 erklärte Absalon seinen sofortigen Rücktritt vom Cross-Country. Er leide seit drei Jahren unter einer Pollenallergie, die sich in letzter Zeit verschlimmert habe. Absalon startet seitdem nur noch bei E-Bike-Rennen.
Julien Absalon war bis 2021 liiert mit der mehrfachen Radsport-Weltmeisterin Pauline Ferrand-Prévot (* 1992).

## Auszeichnungen
- Absalon wurde mit der Aufnahme in die Hall of Fame des europäischen Radsportverbandes Union Européenne de Cyclisme geehrt.

## Erfolge im Cross-Country
1998
- Europameister (Junioren)
- Weltmeister (Junioren)

1999
- Silbermedaille Europameisterschaft (Junioren)

2001
- Französischer Meister (U23)
- Europameister (U23)
- Weltmeister (U23)
- ein Weltcupsieg
- ein Weltcupsieg (Zeitfahren)

2002
- Französischer Meister (U23)
- Europameister (U23)
- Weltmeister (U23)

2003
- Französischer Meister
- Silbermedaille Europameisterschaft
- Gesamt-Weltcupsieger
- ein Weltcupsieg

2004
- Französischer Meister
- Olympiasieger
- Weltmeister
- ein Weltcupsieg

2005
- Französischer Meister
- Silbermedaille Europameisterschaft
- Weltmeister
- zwei Weltcupsiege

2006
- Französischer Meister
- Europameister
- Weltmeister
- Gesamt-Weltcupsieger
- drei Weltcupsiege

2007
- Französischer Meister
- Silbermedaille Europameisterschaft
- Weltmeister
- Gesamt-Weltcupsieger
- vier Weltcupsiege

2008
- Französischer Meister
- Olympiasieger
- Gesamt-Weltcupsieger
- fünf Weltcupsiege

2009
- Französischer Meister
- Silbermedaille Weltmeisterschaft
- Gesamt-Weltcupsieger
- vier Weltcupsiege

2010
- Französischer Meister
- ein Weltcupsieg

2011
- Französischer Meister
- Silbermedaille Europameisterschaft
- ein Weltcupsieg

2012
- Französischer Meister
- zwei Weltcupsiege

2013
- Französischer Meister
- Europameister
- ein Weltcupsieg

2014
- Europameister
- Französischer Meister
- Weltmeister
- Gesamt-Weltcupsieger
- drei Weltcupsiege

2015
- Europameister
- Französischer Meister
- ein Weltcupsieg

2016
- Europameister
- Gesamt-Weltcupsieger
- Französischer Meister
- drei Weltcupsiege